# Craspedorhachis digitata
Craspedorhachis digitata är en gräsart som beskrevs av Frances Kristina Kupicha och Thomas Arthur Cope. Craspedorhachis digitata ingår i släktet Craspedorhachis, och familjen gräs.
Artens utbredningsområde är Zimbabwe. Inga underarter finns listade i Catalogue of Life.